# Màgia
|  | Aquest article tracta sobre la màgia. Vegeu-ne altres significats a «Gens Màgia». |

|  | No s'ha de confondre amb Il·lusionisme. |

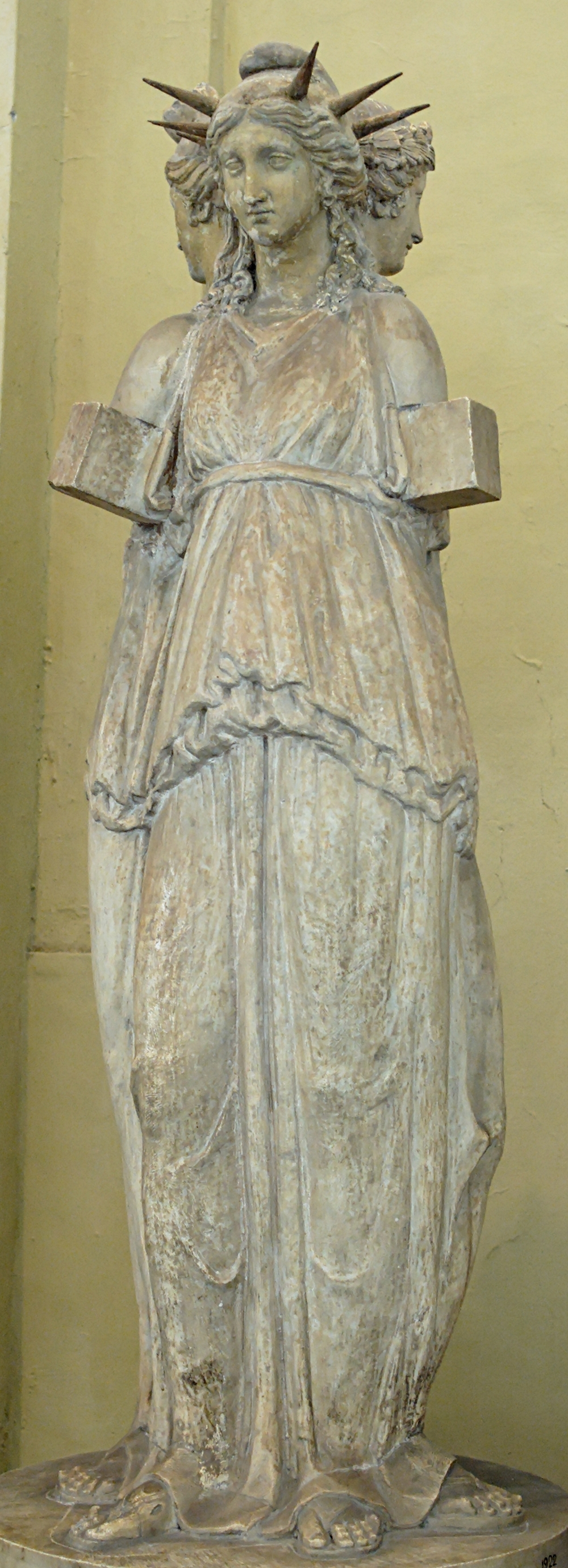
Hècate, la deessa de la màgia, dotada de tres cares.

Màgia són les arts, coneixements i pràctiques amb què es pretén produir resultats contraris a les lleis naturals conegudes valent-se de certs actes o paraules, o bé amb la intervenció d'éssers fantàstics. La màgia és considerada un art ocult que pretén produir efectes a partir d'elements sobrenaturals o de la natura. Hi ha una variant anomenada il·lusionisme que es fonamenta en l'ús explícit de trucs i sovint en un llenguatge teatral.

## Generalitats

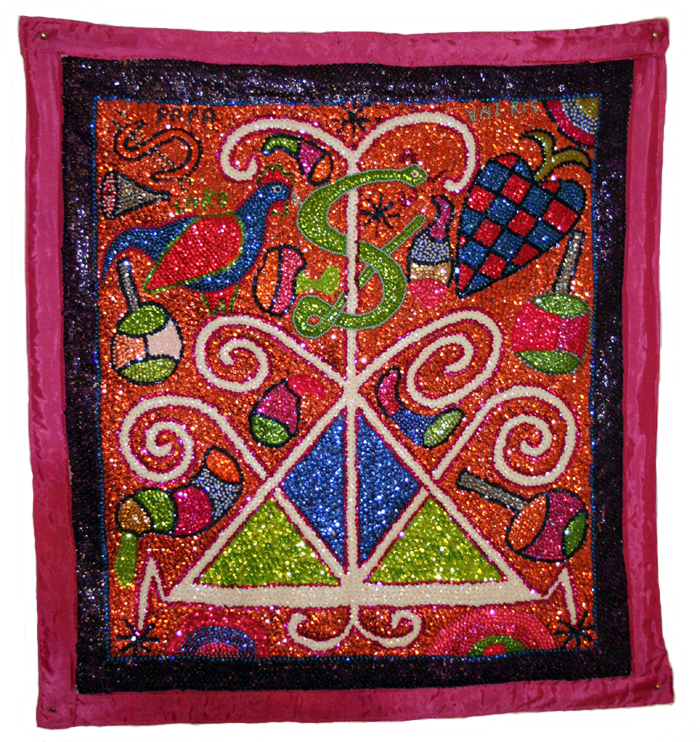
Bandera vudú

El terme màgia ve de "magi", un dels elements religiosos de Babilònia relacionat amb els conjurs, herbes medicinals i sortilegis. Les religions monoteistes perseguien la màgia, considerada pagana, perquè anava contra els designis divins, ja que només Déu podia alterar la natura. Per això es va produir una persecució de persones que practicaven l'endevinació, la bruixeria i, suposadament, la màgia.
La màgia és l'acte o representació explícita per la qual l'individu creu que demostra el seu reconeixement de l'existència d'una o diverses deïtats o forces que tenen poder sobre la seva destinació, a qui obeeix, serveix i honra. La màgia seria una forma de pensar que fa permeable el pensament, i de vegades la vida de l'individu, des de simplement triar un color determinat a una vocació.
En la majoria de les religions, següent estadi per sobre de la màgia, es troben cultes fàl·lics i sexuals, ritus de fertilitat i culte a la família, relacionats amb l'instint sexual, social i de reproducció, que cerquen sublimar-se en forma d'energia espiritual. Aquesta energia s'expressaria en forma d'impuls sexual, i sublimada s'expressaria en forma de germanor i de solidaritat. Ja Freud, en la seva teoria de l'eros, va insistir a posar l'impuls sexual sublimat com a origen de la religió i la cultura.
Des d'un punt de vista més ampli, la màgia es refereix a les creences metafísiques, l'element diferenciador i central de les quals és la capacitat humana de modificar la realitat sense mitjans estrictament causals. La màgia, en general, és també designada sovint com a bruixeria. Molts invents moderns són considerats màgia per les societats primitives i supleixen les capacitats cercades pels qui es dedicaven a la màgia.
El pensament màgic, origen de la màgia, són certes creences mancades de lògica. Sol estar basat en percepcions psíquiques subjectives de l'individu o del col·lectiu, que pot haver estat condicionat per altres persones que aquest hagi conegut, i sovint accepta d'alguna manera les teories d'aquests individus sobre aquestes creences. En psiquiatria, diverses malalties mentals i trastorns de personalitat es caracteritzen per diversos graus de pensament màgic.
Estudis sobre el pensament màgic:
- Ocultisme és l'estudi de les doctrines ocultes de les diverses religions i filosofies, posant l'accent en els fenòmens paranormals i els poders ocults de l'ésser humà.
- Esoterisme és l'estudi i la pràctica de tradicions esotèriques, és a dir, vinculades a corrents religiosos i filosòfics importants, però (almenys en origen) desconeguts o secrets per al gran públic.
- Pseudociència (falsa ciència; del llatí pseudo: fals i scientia:coneixement) és un terme que es refereix a un conjunt de suposats coneixements, metodologies, pràctiques o creences no científiques però que reclamen l'anomenat caràcter. Aquest concepte és utilitzat pels enfocaments epistemològics preocupats pel criteri de demarcació de la ciència i té major consens entre les ciències formals i naturals.
- Superstició és la creença, no fonamentada, o assentada de forma irracional en l'home, que certes accions voluntàries (com pregàries, eixarms, conjurs, encisos, malediccions o altres rituals) o involuntàries (com la caiguda de sal al sòl o l'arribada d'un dimarts 13) poden alterar el destí o la sort d'una persona. S'inclouen entre les supersticions l'endevinació i les seves diferents disciplines (astrologia, quiromància, cartomància o tarot, geomància o feng-shui, espiritisme, etc.) i el curanderisme.

Això no obstant, cal remarcar que l'actual utilització del llenguatge verbal per aconseguir canvis en una persona, de vegades fins i tot sense que ho sàpiga, és la base de moltes psicoteràpies, inclosa la psicoanàlisi. Així mateix, la utilització de tècniques com la suggestió, la hipnosi i la programació neurolingüística (PNL), i fins i tot els placebos, són eines de canvi conductual que antigament podien ser atribuïts a encanteris, sortilegis, bruixeria, màgia, o miracles en el cas de la religió. També s'han de mencionar els efectes ben sabuts de les profecies autocomplertes, en les quals una afirmació respecte al futur, en forma de profecia, desencadena una sèrie de successos que acaben ocasionant el que havia estat predit. La diferència de totes aquestes tècniques amb la màgia és l'absència d'atribució de poders a entitats espirituals o metafísiques.
Per altra banda, el mot màgic també és utilitzat per referir-se a fenòmens que no tenen una explicació racional. Així, allò inexplicable pot ser "màgic". De vegades, per referir-se a sentiments com l'amor o la felicitat, quan hi ha quelcom que no es pot definir, es fa servir l'expressió "hi ha màgia".

## Història
El terme màgia deriva de magus, un dels elements religiosos incorporats per gent dedicada a la màgia en l'antiga Babilònia. Van existir mags i bruixes a l'antiga Roma, a l'antiga Grècia i a gairebé tot el món occidental i oriental de l'antiguitat, quan la màgia o fetilleria populars estaven relacionades amb antics ritus de fertilitat i iniciació al coneixement. La màgia i la fetilleria estaven lligades també a les creences de pobles orientals molt antics, en els quals el mag o bruixot era alhora un sanador i un coneixedor del món invisible d'esperits, i ocupava un paper preponderant en la comunitat.
A Grècia i Roma qui exercia l'endevinació o feia màgia no tenien ja res a veure amb els xamans, encara que eren consultats sobretot pels poders d'endevinació de què es creia que estaven dotats. A l'Europa medieval, la màgia va estar relacionada amb l'alquímia i l'astrologia, activitats ocultes considerades demoníaques per l'Església Catòlica, i que van ser objecte de persecució especialment durant la Baixa edat mitjana i l'edat moderna.
Unes 500.000 persones van resultar processades i gran part executades per tribunals civils i religiosos, acusades de bruixeria, al llarg de gairebé cinc segles. Hi va haver processos per bruixeria fins al segle xix, tant a Europa com a Amèrica del Nord. A Europa el Tribunal de la Santa Inquisició va desenvolupar un paper preponderant en aquests fets. Cal assenyalar que cap de les grans religions accepta la màgia, i pel que fa al judeocristianisme, en particular, es troben referències negatives a la màgia a l'Antic Testament i al Nou Testament.
L'antropologia distingeix, avui dia, entre màgia i religió, i col·loca la màgia en un plànol paral·lel al de l'evolució de les religions. La interrelació dels mites antics de les més diverses cultures, les seves similituds i relació amb les religions animistes, en les quals la màgia ocupava un paper central, van ser estudiades per l'antropòleg britànic James George Frazer en la seva obra monumental La branca daurada.
Van merèixer també una àmplia consideració per part del psiquiatre Carl Jung, qui va desenvolupar la teoria de l'inconscient col·lectiu. L'hermetisme (dit l'antiga ciència a l'edat mitjana) va influir en el pensament del Renaixement. Aquesta pseudociència es vincula, en alguns aspectes, al manteniment d'antigues creences que, com la màgia, conduïen al coneixement i maneig de les lleis espirituals de l'univers. El 1463, Cosme de Médici va encarregar la traducció de l'obra d'Hermes Trimegisto, que se suposava que fou escrita a l'antic Egipte però que, per a molts, data dels primers segles de l'era cristiana i que és la pedra angular del moviment hermètic o gnòstic (de gnosi, coneixement). L'endevinació mitjançant el tarot va ser una activitat freqüent a l'inici de l'edat moderna, malgrat els sistemes de símbols desenvolupats en la cartomància per al coneixement de la realitat present i futura, que són clarament derivats d'altres mètodes d'endevinació relacionats amb la màgia, entre ells la lectura del vol de les aus i de les entranyes dels animals sacrificats.
Pràctiques de simple fetilleria, l'endevinació, l'astrologia, la lectura de baralles i de llibres oraculars (com l'antiquíssim I Ching, a la Xina) o de l'alfabet rúnic (a Escandinàvia), aspectes de l'hinduisme, yoga, i fins i tot la creença en la divinitat de civilitzacions extraterrestres i la seva presència entre els humans van constituir des de mitjans del segle xx un conglomerat feblement articulat que es va conèixer com a moviment de la Nova Era (en anglès New Age). La màgia ha estat molt perseguida en el transcurs de la Història (per corrents religiosos o socials) i encara avui (contrastant les seves teories per mitjà del mètode científic), si bé ara, a diferència d'altres temps, afortunadament ja no significa la mort per a qui la practica.

## La màgia en l'Antropologia Simbòlica

### La màgia segons Frazer

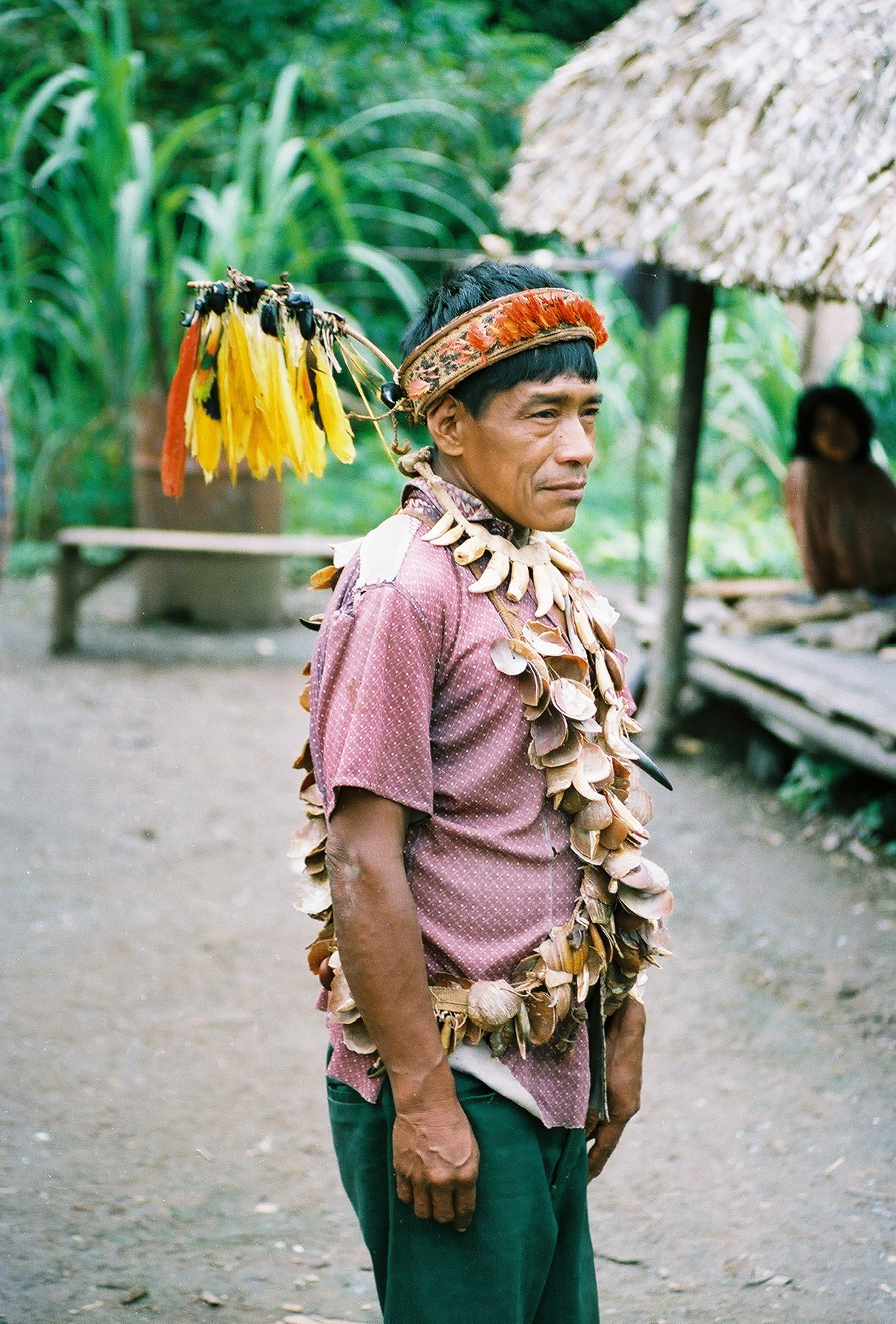
Xamanisme Urarin, 1988

Segons Frazer, el Pensament en què es fonamenta el concepte de la màgia és un conjunt de pràctiques i creences als quals individus d'una societat recorren per a crear-se un benefici, per a una consecució de fins, relacionant-les, al seu torn, amb cert ordre en la naturalesa, ja sigui com a grup, com quan una limitació natural afecta severament en l'organització social del grup, per exemple una sequera o la infertilitat (fetilleria), o a nivell individual, com quan es necessita desfer-se d'un enemic que amenaça la vida (tabú).
Els evolucionistes van distingir notablement les professions públiques sota les quals es constituïa una o altra societat:
- La funció del mag va ocupar en moltes societats un paper fonamental en la presa de decisions importants.

- Els consells d'ancians, distingint-se en general la tendència als consells d'ancians, que representaven el cap de govern de les societats «salvatges». Va representar un punt medul·lar en els estudis que van tractar de comprendre l'organització de societats no occidentals que contrastaven amb les occidentals. Es pot dividir en dos vessants d'anàlisi pels processos mentals, segons els principis abstractes en els quals es basa la pràctica de la màgia, sota una llei denominada d'empatia.

És per aquesta raó que, en aquesta línia de pensament, la màgia és predecessora de la religió en una escala evolutiva, és a dir, que la màgia correspon a un estadi de grau d'evolució de certes societats considerades salvatges i la religió, a unes altres que se suposen amb major grau de civilització. Vet aquí l'interès del seu estudi, que va tractar de comprendre el punt que la màgia desapareix per a convertir-se en religió i, així, marcar un avançament social cap a un altre estadi evolutiu.
Frazer entén la màgia com l'expressió de regles que determinen la consecució d'esdeveniments en tot el món, com la màgia teòrica; i considerada com una sèrie de regles que l'ésser humà complirà amb la finalitat d'aconseguir els seus objectius, com màgia pràctica. Aquesta es divideix en dos tipus; cadascun d'ells es funda sota els principis de semblança i contacte:
- Màgia imitativa. Relacionada que el semblant produeix el semblant, homeopatia. Això es refereix als efectes provocats a alguna cosa o a algú que s'assemblessin a les causes que ho van provocar. Es pot abastar des de qui usa la màgia, qui la practica, fins a amb quins fins.
- Màgia contaminant. Que es refereix a les coses que una vegada van estar en contacte, i actualment actuen recíprocament a distància unint-los per sempre amb un llaç, després d'haver estat separats. Aquest tipus també és present en l'homeopatia.

Per arribar a un enteniment és necessari recórrer a exemples que puguin figurar dintre d'aquests esquemes. En La Branca Daurada de Frazer, en tot moment refereix exemples de societats exòtiques, per així cridar-los, que fins a cert punt semblen estar intactes davant el món occidental. El que és cert és que estes societats ja tenien contacte amb l'home occidental, que estava colonitzant els seus territoris.
És de rellevància esmentar la conseqüència colonial del mestissatge, que no només és de manera racial, com s'abordaria en el punt de vista biològic, sinó primordialment respon a un intercanvi sociocultural.
A manera d'exemple podem prendre l'anomenada santeria, un conjunt d'elements procedent del catolicisme i les tradicions iorubas que van importar els esclaus negres que eren capturats en Nigèria per a ser traslladats a Cuba.
Aquesta conjugació de sistemes religiosos segueix sent practicada fins als nostres dies en diverses parts de Llatinoamèrica, que no només és regida per la devoció als sants identificats amb els orishas, sinó que implica una jerarquia sacerdotal. Un exemple clar de la màgia contaminant és quan per a la iniciació d'un sacerdot, li és lliurada certa quantitat de collarets durant el ritu que li permetran que representi certa quantitat d'orishas, i estar en contacte amb ells a través del sacrifici d'animals, com les cabres. Aquestes creences i pràctiques també impliquen que resoldre certs problemes, com per exemple que se li retorni la salut a algú que ho va sol·licitar, es deurà al fet que es va invocar l'esperit dels seus ancestres, que es va dur l'ofrena a l'orisha indicat, etc. - això és màgia imitativa. Això implica creences animistes.

### El pas de la màgia a la religió
Frazer considera que els principis d'associació d'idees aplicats de manera errònia produeixen la màgia, a la qual fins i tot considera com «germana bastarda de la ciència». Frazer considera que el primer cop que va transformar la humanitat per a desistir de la màgia com regla de fe i pràctica, van reconèixer «la seva impotència per a manejar a plaure certes forces naturals que fins llavors s'havien suposat dintre del seu mandat».
Dintre d'aquesta concepció és possible entendre que la intel·ligència dels homes començava a percebre que la pràctica de la màgia no produïa precisament els resultats esperats, que amb anterioritat significaven una realitat. A això li va continuar un llarg període d'un pensament reflexiu que va fer la transició cap a la religió de manera gradual, pel major coneixement de les forces amb un poder superior al de l'home i el desenvolupament del coneixement. Frazer conclou que el pas definitiu de la màgia a la religió es dona en «la confessió de la sencera i absoluta dependència de l'home pel que fa al diví», culmina amb la submissió de l'home davant la immensitat de l'univers.

## Sistemes de màgia
L'antropologia distingeix la fetilleria tradicional de les primeres societats. D'ella n'han derivat molts sincretismes:
- Bruixeria. Correspon al bruixot, que es considerava vinculat amb la màgia negra.
- Bruixeria diabòlica: influenciada pel cristianisme, és aquella en la qual es ret culte al Diable.

## Fetilleria
És la forma més simple de màgia practicada en les societats antigues. Es basa en la manipulació de la matèria i en l'analogia. El fetiller recorre a pocions, fetitxes, animals i diferents objectes per a assolir les seves fins. En el seu vell origen la paraula farmàcia, del grec pharmakía, es referia a la preparació de pocions i verins. Després va passar a l'ús actual d'auxiliar de la medicina, de pharmakon, medicament.

### Animisme
L'Animisme engloba diverses creences en les quals éssers personalitzats sobrenaturals (o esperits) habiten objectes animats i inanimats. Si bé dintre d'aquesta concepció caben múltiples variants del fenomen.

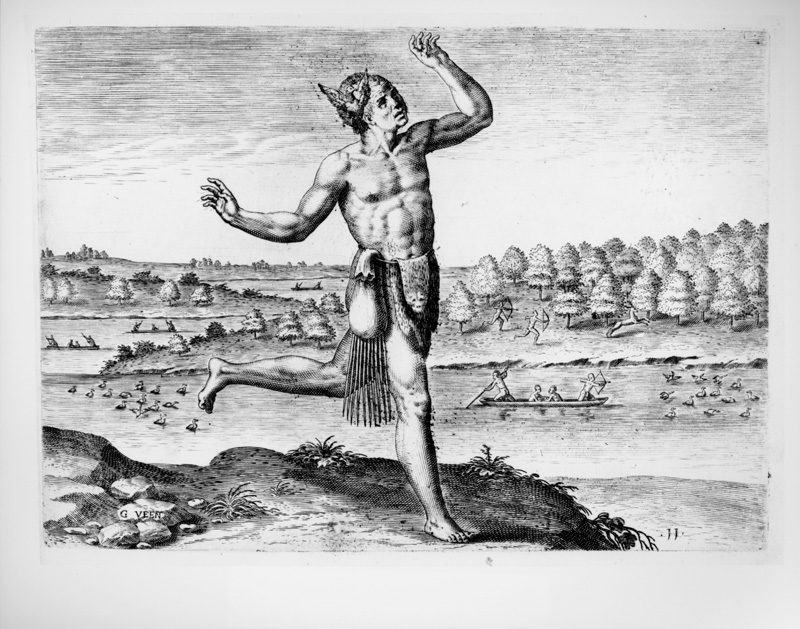
Xaman en un ball de conjur

### Xamanisme
El Xamanisme es refereix a una classe de creences i pràctiques tradicionals similars a l'animisme que asseguren la capacitat de diagnosticar i de guarir el sofriment del ser humà i, en algunes societats, la capacitat de causar-lo. Sistema que va donar origen a diversos cultes i religions i l'origen de les quals remunta a l'edat de Pedra. El xaman és una espècie de remeier, amb poders màgics especials.

### Candomblé
Sistema semblant al Vudú, és popular en Brasil. Consisteix en la invocació de certes deïtats cridades Orixás.

### Vudú
Sistema popular en Haiti. Semblant al Candomblé.

### Umbanda
Fusió de les religions afrobrasileres, especialment el Candomblé, amb l'espiritisme kardecista, amb predominança d'aquest últim. Difereix del Candomblé, també, per considerar diversos tipus d'òrixs com esperits de persones mortes.

### Quimbanda
Sistema de màgia que tracta la invocació d'entitats cridades Exus, amb l'ajuda d'aquestes entitats fer tant el bé com el mal.

### Wicca
És una religió creada per Gerald Gardner, que perseguia, en la seva base, la pràctica de la màgia en auxili de l'evolució humana. Es tracta d'un moviment neopagà que inclou el culte de suposats poders subjacents de la Naturalesa, a més de l'endevinació.

## Màgia clàssica, Teosofia i Noves màgies contemporànies
La màgia contemporània troba les seves arrels en el treball d'iniciats com Eliphas Levi i Papus. La teosofia, o la moderna teosofia, té com un dels seus fundadors Helena Petrovna Blavatsky, que va anar a buscar a orient la font del seu sistema filosòfic. Aquest sistema no es presenta exactament com els sistemes utilitzats pels estudiosos de màgia, sinó que abans pretén transmetre el coneixement esotèric universal que estaria contingut en totes les tradicions filosòfiques o religioses. Blavatsky considera, per exemple, que tots els homes són mags en el sentit últim de la paraula, car tots poden utilitzar el poder creador diví, sigui a través del pensament, la paraula o l'acció.

### Màgia sexual

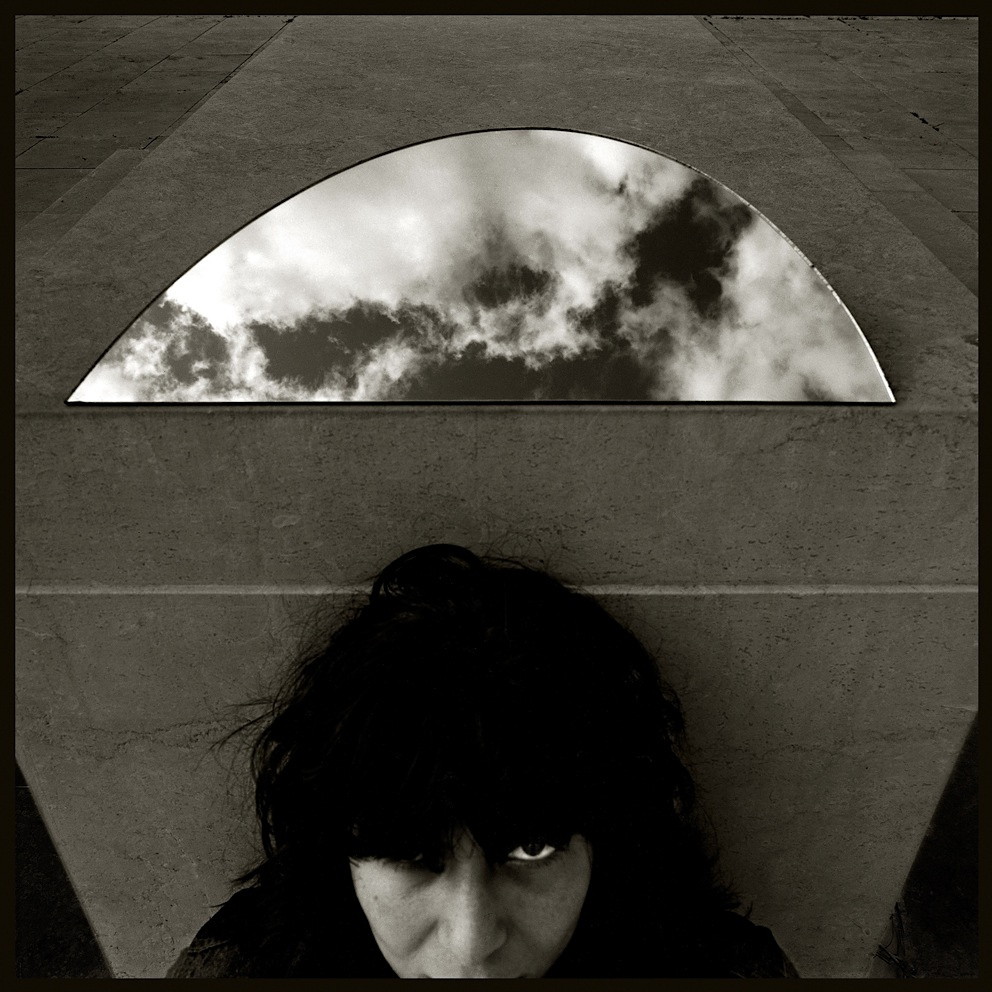
L'hechicera (Augusto De Luca, 1980)

S'agrupen en aquest tòpic diversos sistemes: Thelemita, gnòstic, etc., que ha de ser certament diferenciat del Tantra amb el qual guarda alguns punts de relació. La base d'aquests sistemes és el concepte que el sexe és sagrat. La màgia sexual es divideix en diversos sistemes diferents i amb divergències, alguns d'ells derivats del sistema originalment desenvolupat per Paschal Beverly Randolph i després per Theodor Reuss en la Ordo Templi Orientis (O.T.O.) i per Aleister Crowley, Kenneth Grant i per l'artista Austin Osman Spare. Citem entre els diversos sistemes de màgia sexual: 
- Ansariètic: Creat pels Ansarichs o Alauítes (en anglès: Ansaireth o ainda Nusairis) en la Síria antiga.
- Eulis: Creat per Pascal Beverly Randolph, un iniciat entre els Alauites
- Sistema de la 0. T. 0.: Sistema de màgia sexual que guarda alguna relació amb algunes branques de Tantra Oriental.
- Sistema dona Fraternitas Saturni: derivat d'O.T.O.
- Sistema Maatiano: Creat per dissidents d'O.T.O.
- Sistema dona 0. T. O. A.: Derivat d'O.T.O., fa ús de pràctiques astrals de màgia sexual
- Caos: Sistema màgic basat en «acte màgia sexual»
- Moviment Gnòstic Cristià Universal: Sistema de màgia sexual accentuadament ascètic fundat pel neogòtic Samael Àdhuc Weor
- T.O.T.O. Corrent Thelémica Tifoniana desenvolupada per K. Grant.
- Zos Kia Cultus. Sistema de Fetilleria inventat per A.O.S.

### Thelema
Filosofia, Culte o Religió, depenent del punt de vista, creat per Aleister Crowley a partir del Liber AL vel Legis (el llibre de la llei). Amb la recepció d'aquest llibre es va iniciar una nova era, Eón de Horus, on l'ésser humà es percep com centre del seu propi univers. Thelema, en grec, significa voluntat. Es pot usar la màgia per modificar l'entorn, de vegades amb ingredients especials com l'oli d'Abramelín.

### Samael Àdhuc Weor
Samael Àdhuc Weor, fundador del Moviment Gnòstic Cristià Universal, prenent la màgia sexual com un dels pilars fonamentals del que va cridar Revolució de la Consciència. La seva principal característica és el que el mateix autor crida d'«ascètica revolucionària de l'Era d'Aquari». D'acord amb l'autor, metafísicament, el seu procés consisteix en la «barreja intel·ligent de l'ànsia sexual amb l'entusiasme espiritual», aquesta consisteix, en suma, en la connexió dels òrgans genitals masculins i femenins cridats pels termes orientals Lingam i Yoni, evitant-se l'orgasme, tant masculí com femení, i la pèrdua del semen.

### O. T. O.
La Ordo Templi Orientis, fundada per Theodor Reuss i Karl Kellner al principi del segle xx es va basar inicialment en l'aplicació del tantra sexual amb una estructura que recorda la maçoneria. Quan l'ocultista anglès Aleister Crowley va passar a tenir el control d'aquesta ordre, els seus rituals i filosofia bàsica van ser reformulats per a ser interpretats i treballats sota l'anomenada llei de thelema. L'O. T. O. va acabar sent l'origen de diverses dissidències que van adoptar diferents perspectives sobre la màgia. D'entre les dissidències que realitzen una labor considerada seriosa podem citar l'Ordo Templi Orientis Antiqua (O. T. O. A.) i a la Ordo Templi Orientis Tifoniana (Typhonyan O. T. O. o TOTO).

### Màgia lluciferina
Sistema de Fraternitas Saturni. És un sistema semblant al d'OTO, centralitzant les seves pràctiques en la màgia sexual (especialment en les pràctiques del «sender de l'esquerra») i en la màgia ritualística. La diferència principal amb relació a l'O.T.O. és que, en tant que aquesta cerca la fusió individualitzada amb l'energia creadora, com idea central, la Fraternitas Saturni busca elevar l'esperit humà a una condició de divinitat, representada per Lucífer. El sistema posseeix 33 graus.

### Màgia enoquiana
La màgia enoquiana és un sistema simbòlicament complex, que consisteix en l'evocació d'àngels enoquians, descobert per l'astròleg John Dee i pel seu vident, Edward Kelley. El sistema va ser posteriorment estudiat a l'Aurora Daurada (Golden Dawn) i per Aleister Crowley.

### Màgia musical
Creat per l'ocultista Juanita Wescott, estudiosa del sistema de Franz Bardon. El sistema de la màgia musical fa ús de l'hermetisme i de la càbala.